# 11e cérémonie des Hong Kong Film Awards
La 11e cérémonie des Hong Kong Film Awards a eu lieu le 5 avril 1992.

## Palmarès

### Meilleur film
- Le Parrain de Hong Kong de Poon Man-kit
  - Lee Rock de Lawrence Ah Mon
  - This Thing Called Love de Lee Chi-ngai
  - Il était une fois en Chine de Tsui Hark
  - Les Associés de John Woo

### Meilleur réalisateur
- Tsui Hark pour Il était une fois en Chine
  - John Woo pour Les Associés
  - Gordon Chan pour Fight Back to School
  - Poon Man-kit pour Le Parrain de Hong Kong
  - Lawrence Ah Mon pour Lee Rock

### Meilleur scénario
- Johnny Mak et Stephen Shiu pour Le Parrain de Hong Kong

### Meilleur acteur
- Eric Tsang pour Alan and Eric: Between Hello and Goodbye
  - Ray Lui pour Le Parrain de Hong Kong
  - Stephen Chow pour Fight Back to School
  - Chow Yun-fat pour Les Associés
  - Andy Lau pour Lee Rock

### Meilleure actrice
- Cecilia Yip pour This Thing Called Love
  - Sharla Cheung pour Dances with the Dragon
  - Anita Mui pour Au Revoir Mon Amour
  - Carol Cheng pour Her Fatal Ways 2
  - Carina Lau pour Gigolo and Whore

### Meilleur acteur dans un second rôle
- Kwan Hoi-san pour Lee Rock

### Meilleure actrice dans un second rôle
- Deanie Ip pour Dances with the Dragon

### Meilleure photographie
- Peter Pau pour Saviour of the Soul

### Meilleure chorégraphie d'action
- Yuen Cheung-yan, Yuen Shun-yi et Liu Chia-yung pour Il était une fois en Chine